# Fałków (gemeente)
De gemeente Fałków is een landgemeente in het Poolse woiwodschap Święty Krzyż, in powiat Konecki.
De zetel van de gemeente is in Fałków.
Op 30 juni 2004 telde de gemeente 4780 inwoners.

## Oppervlaktegegevens
In 2002 bedroeg de totale oppervlakte van gemeente Fałków 132,1 km², waarvan:
- agrarisch gebied: 52%
- bossen: 40%

De gemeente beslaat 11,59% van de totale oppervlakte van de powiat.

## Demografie
Stand op 30 juni 2004:
| Omschrijving                   | Totaal | Totaal | Vrouwen | Vrouwen | Mannen | Mannen |
| ------------------------------ | ------ | ------ | ------- | ------- | ------ | ------ |
| eenheid                        | aantal | %      | aantal  | %       | aantal | %      |
| inwoners                       | 4780   | 100    | 2382    | 49,8    | 2398   | 50,2   |
| bevolkingsdichtheid (inw./km²) | 36,2   | 36,2   | 18      | 18      | 18,2   | 18,2   |

In 2002 bedroeg het gemiddelde inkomen per inwoner 1331,64 zł.

## Administratieve plaatsen (sołectwo)
Pląskowice, Budy, Czermno, Czermno-Kolonia, Fałków, Gustawów, Olszamowice, Papiernia, Skórnice, Smyków, Stanisławów, Starzechowice, Studzieniec, Sulborowice, Sułków, Turowice, Wąsosz, Wola Szkucka, Zbójno.

## Overige plaatsen
Bulianów, Budy-Adelinów, Budy-Dobry Widok, Budy-Jakubowice, Budy-Szpinek, Budy-Szreniawa, Czermno Kolonia-Stomorgi, Leszczyny, Pikule, Olszamowice-Porąbka, Reczków, Skórnice-Poręba, Smyków-Boroniewskie, Starzechowice Dolne, Starzechowice Górne, Starzechowice Sęp, Trawno, Sulborowice Oddziały, Rudka, Rudzisko, Dąbrowa, Julianów, Zygmuntów, Zbójno-Sępskie Niwy, Greszczyn.

## Aangrenzende gemeenten
Przedbórz, Ruda Maleniecka, Słupia (Konecka), Żarnów